# Штепферсхаузен
Штепферсхаузен (нем. Stepfershausen) — деревня и бывший муниципалитет в Германии, в земле Тюрингия. С 2019 года является частью города Майнинген.
Входит в состав района Шмалькальден-Майнинген.  Население составляет 640 человек (на 31 декабря 2010 года). Занимает площадь 15,76 км².